# Vladimír Vítek
Vladimír Vítek (* 27. února 1971, Martin) je bývalý slovenský fotbalista, záložník.

## Fotbalová kariéra
Hrál za Dukla Banská Bystrica, MŠK Žilina, FC Svit Zlín, FC Slušovice, MFK Ružomberok a FC Rimavská Sobota. V československé a české lize nastoupil celkem ve 23 utkáních.

## Ligová bilance
| Ročník                                   | Zápasy | Góly | Klub                  |
| ---------------------------------------- | ------ | ---- | --------------------- |
| 1. československá fotbalová liga 1990/91 | 2      | 0    | Dukla Banská Bystrica |
| 1. slovenská fotbalová liga 1993/94      | 30     | 2    | MŠK Žilina            |
| 1. slovenská fotbalová liga 1994/95      | 16     | 1    | MŠK Žilina            |
| 1. česká fotbalová liga 1994/95          | 13     | 0    | FC Svit Zlín          |
| 1. česká fotbalová liga 1995/96          | 8      | 0    | FC Svit Zlín          |
| Corgoň liga 1997/98                      | 20     | 0    | MFK Ružomberok        |
| Corgoň liga 1998/99                      | 19     | 0    | MFK Ružomberok        |
| CELKEM                                   | 108    | 3    |                       |